# Araucaria araucana
A Araucaria araucana ou araucária chilena, também conhecida pelo nome de origem Mapuche Pehuén, é uma árvore do gênero Araucaria , nativa do centro-sul do Chile e do centro-oeste da Argentina. Atualmente a espécie se distribui em áreas limitadas, entre os paralelos 37º S e 40º S com altitudes superiores a 800 m, no sul da Cordilheira dos Andes e, em uma pequena porção, na Cordilheira da Costa do Chile.
As árvores podem crescer a uma altura de até 40 m, com troncos chegando a 2 m de diâmetro. Em razão da existirem desde o período Mesozoico, os exemplares dessa espécie são considerados "fósseis vivos". A Araucaria araucana é a árvore nacional do Chile.
A Araucaria araucana prefere climas temperados com chuvas abundantes, tolerando temperaturas até cerca de -20 ° C. É o membro do seu gênero, mais resistente ao frio e pode crescer bem na Europa Ocidental (norte das Ilhas Faroé), no oeste da Noruega), na costa oeste da América do Norte, bem como na costa leste dos EUA (Long Island) e na Nova Zelândia e no sudeste da Austrália. É tolerante à maresia, mas não tolera a exposição à poluição.
Os pinhões têm de 3 cm a 5 cm de comprimento e são comestíveis, sendo colhidos por povos indígenas na Argentina e no Chile.  A árvore tem potencial para ser uma cultura alimentar em outras áreas no futuro, prosperando em climas com verões oceânicos frescos, por exemplo, no oeste da Escócia, onde outras culturas de nozes não crescem bem. Um grupo de seis árvores femininas com um macho para polinização poderia produzir várias milhares de sementes por ano. Uma vez que os cones caem, a colheita é fácil. A árvore, no entanto, não produz sementes até os 30 a 40 anos de idade, o que desencoraja o investimento em plantios comerciais de pinheirais (embora os rendimentos na maturidade possam ser imensos); Uma vez estabelecido, ela pode viver possivelmente até 1.000 anos.
A Araucaria araucana foi muito explorada por causa de seu tronco longo e reto. A partir de 1971, ela passou a ser protegida por lei no Chile, devido ao fato de ter-se tornado espécie de status vulnerável.  Ela é árvore sagrada para os povos indígenas Mapuche, que vivem no sul do Chile e Argentina.

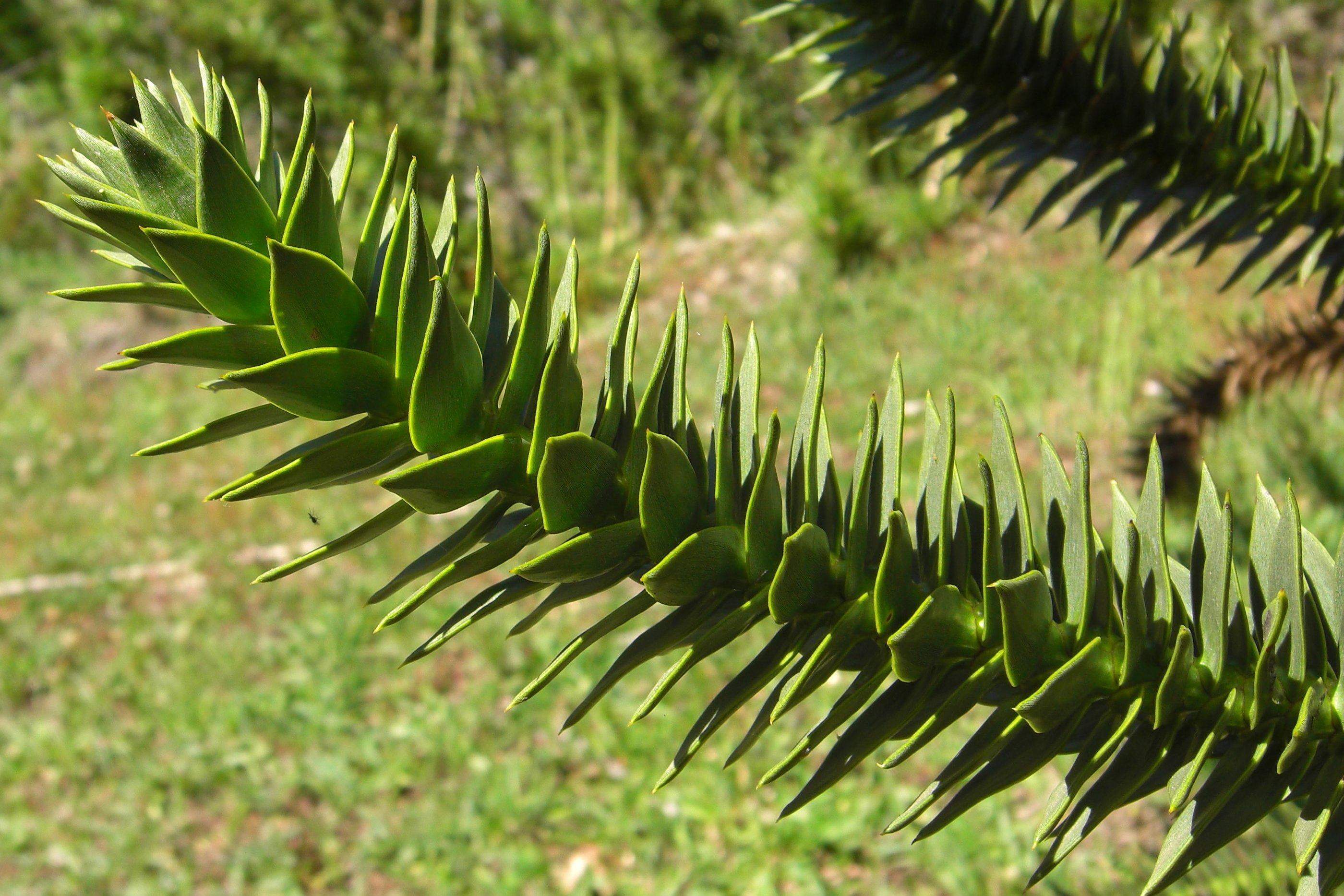